# Canoa/kayak ai Giochi della XXXIII Olimpiade - C1 200 metri femminile
Le gare di velocità C1 200 metri femminile ai Giochi della XXXIII Olimpiade di Parigi si sono svolte dall'8 al 10 agosto 2024 presso lo Stadio nautico di Vaires-sur-Marne. Alla competizione hanno preso parte 33 atlete in rappresentanza di 22 nazioni.
La competizione è stata vinta dalla canadese Katie Vincent, mentre la statunitense Nevin Harrison e la cubana Yarisleidis Cirilo hanno rispettivamente ottenuto l'argento e il bronzo.

## Formato di gara
La canoa di velocità usa un formato a quattro turni per eventi in cui è prevista la partecipazione di almeno 11 barche, suddiviso in batterie, quarti di finale, semifinali e finali.
Le gare si svolgono lungo un percorso in acqua piatta su un corso d'acqua largo 9 metri. Il nome dell'evento, C1 200 metri, descrive il formato di gara. La "C" indica la canoa, con il canoista inginocchiato che usa una sola pagaia a pala singola per pagaiare e sterzare (al contrario di un kayak, con un canoista seduto, una pagaia a doppia pala e un timone azionato a pedale). Il numero "1" indica il numero di canoisti in ogni barca, mentre "200 metri" è la distanza di ogni gara.
La competizione prevede cinque batterie di qualificazione, tre quarti di finale, due semifinali e due finali. Le prime due classificate di ogni batteria di qualificazione e le prime due di ogni quarto di finale accedono alle semifinali. Le prime quattro classificate accedono alla finale "A", per l'assegnazione delle medaglie. Le altre partecipanti alle semifinali accedono alla finale "B".

## Record
Prima della competizione il record del mondo e il record olimpico erano i seguenti:
| Record qualificazioni | Record qualificazioni | Record qualificazioni            | Record qualificazioni              |
| --------------------- | --------------------- | -------------------------------- | ---------------------------------- |
| WB                    | 44"50                 | Laurence Vincent Lapointe Canada | 20 maggio 2018 Seghedino, Ungheria |
| OB                    | 44"93                 | Nevin Harrison Stati Uniti       | 4 agosto 2021 Tokyo, Giappone      |

## Programma
| Data           | Ora (UTC+2) | Turno             |
| -------------- | ----------- | ----------------- |
| 8 agosto 2024  | 10:30 12:40 | Batteria Quarti   |
| 10 agosto 2024 | 11:40 13:40 | Semifinali Finali |
| Fonte:         |             |                   |

## Risultati

### Batterie
Le prime due atlete di ogni batteria accedono direttamente alle semifinali. Le restanti proseguono con i quarti di finale.
| Batteria   | Batteria | Batteria               | Batteria                    | Batteria | Batteria |
| Pos.       | Corsia   | Atleta                 | Nazione                     | Tempo    | Note     |
| ---------- | -------- | ---------------------- | --------------------------- | -------- | -------- |
| 1          | 5        | Dorota Borowska        | Polonia                     | 47.92    | SF       |
| 2          | 6        | Valdenice Conceição    | Brasile                     | 48.57    | SF       |
| 3          | 4        | Lisa Jahn              | Germania                    | 48.92    | QF       |
| 4          | 2        | Yinnoly López          | Cuba                        | 49.27    | QF       |
| 5          | 8        | Beauty Otuedo          | Nigeria                     | 55.77    | QF       |
| 6          | 3        | Hermínia Teixeira      | São Tomé e Príncipe         | 59.44    | QF       |
| 7          | 7        | Raina Taitingfong      | Guam                        | 1'05"90  | QF       |
| Batteria 2 |          |                        |                             |          |          |
| 1          | 6        | Nevin Harrison         | Stati Uniti                 | 45.70    | SF       |
| 2          | 3        | Yuliya Trushkina       | Atleti Individuali Neutrali | 46.15    | SF       |
| 3          | 5        | Lin Wenjun             | Cina                        | 46.84    | QF       |
| 4          | 8        | Anastasiia Rybachok    | Ucraina                     | 47.04    | QF       |
| 5          | 2        | Karen Roco             | Cile                        | 47.55    | QF       |
| 6          | 4        | Manuela Gómez          | Colombia                    | 49.87    | QF       |
| 7          | 7        | Maria Olărașu          | Moldavia                    | 50.14    | QF       |
| Batteria 3 |          |                        |                             |          |          |
| 1          | 2        | Sophia Jensen          | Canada                      | 46.80    | SF       |
| 2          | 5        | Antía Jácome           | Spagna                      | 47.35    | SF       |
| 3          | 3        | Nilufar Zokirova       | Uzbekistan                  | 48.98    | QF       |
| 4          | 8        | Daniela Cociu          | Moldavia                    | 49.14    | QF       |
| 5          | 7        | Olesia Romasenko       | Atleti Individuali Neutrali | 49.83    | QF       |
| 6          | 4        | Ayomide Bello          | Nigeria                     | 49.85    | QF       |
| 7          | 6        | Combe Seck             | Senegal                     | 54.76    | QF       |
| Batteria 4 |          |                        |                             |          |          |
| 1          | 5        | Katie Vincent          | Canada                      | 47.22    | SF       |
| 2          | 2        | María Corbera          | Spagna                      | 47.74    | SF       |
| 3          | 7        | Ágnes Kiss             | Ungheria                    | 48.00    | QF       |
| 4          | 4        | Liudmyla Luzan         | Ucraina                     | 48.42    | QF       |
| 5          | 6        | Eugénie Dorange        | Francia                     | 49.22    | QF       |
| 6          | 3        | Nguyễn Thị Hương       | Vietnam                     | 49.74    | QF       |
| Batteria 5 |          |                        |                             |          |          |
| 1          | 4        | Yarisleidis Cirilo     | Cuba                        | 45.94    | SF       |
| 2          | 5        | María Mailliard        | Cile                        | 46.50    | SF       |
| 3          | 6        | Kincső Takács          | Ungheria                    | 46.60    | QF       |
| 4          | 2        | Katarzyna Szperkiewicz | Polonia                     | 47.49    | QF       |
| 5          | 3        | Mariya Brovkova        | Kazakistan                  | 48.43    | QF       |
| 6          | 7        | Maike Jakob            | Germania                    | 48.67    | QF       |
| Fonte:     |          |                        |                             |          |          |

### Quarti di finale
Proseguono alle semifinali solo le prime due atlete di ogni batteria. Le restanti vengono eliminate dalla competizione.
| Batteria 1 | Batteria 1 | Batteria 1             | Batteria 1                  | Batteria 1 | Batteria 1 |
| Pos.       | Corsia     | Atleta                 | Nazione                     | Tempo      | Note       |
| ---------- | ---------- | ---------------------- | --------------------------- | ---------- | ---------- |
| 1          | 6          | Anastasiia Rybachok    | Ucraina                     | 47.11      | SF         |
| 2          | 4          | Ágnes Kiss             | Ungheria                    | 47.13      | SF         |
| 3          | 3          | Katarzyna Szperkiewicz | Polonia                     | 47.74      |            |
| 4          | 7          | Olesia Romasenko       | Atleti Individuali Neutrali | 47.92      |            |
| 5          | 5          | Lisa Jahn              | Germania                    | 48.55      |            |
| 6          | 8          | Nguyễn Thị Hương       | Vietnam                     | 49.09      |            |
| 7          | 1          | Maria Olărașu          | Moldavia                    | 52.03      |            |
| 8          | 2          | Hermínia Teixeira      | São Tomé e Príncipe         | 1'00"28    |            |
| Batteria 2 |            |                        |                             |            |            |
| 1          | 6          | Liudmyla Luzan         | Ucraina                     | 47.42      | SF         |
| 2          | 3          | Karen Roco             | Cile                        | 47.73      | SF         |
| 3          | 5          | Nilufar Zokirova       | Uzbekistan                  | 48.47      |            |
| 4          | 7          | Mariya Brovkova        | Kazakistan                  | 48.61      |            |
| 5          | 4          | Yinnoly López          | Cuba                        | 48.76      |            |
| 6          | 2          | Ayomide Bello          | Nigeria                     | 49.24      |            |
| 7          | 8          | Raina Taitingfong      | Guam                        | 1'01"17    |            |
| Batteria 3 |            |                        |                             |            |            |
| 1          | 5          | Kincső Takács          | Ungheria                    | 47.47      | SF         |
| 2          | 4          | Lin Wenjun             | Cina                        | 48.13      | SF         |
| 3          | 6          | Daniela Cociu          | Moldavia                    | 48.93      |            |
| 4          | 2          | Manuela Gómez          | Colombia                    | 49.54      |            |
| 5          | 7          | Eugénie Dorange        | Francia                     | 49.67      |            |
| 6          | 8          | Maike Jakob            | Germania                    | 51.40      |            |
| 7          | 1          | Combe Seck             | Senegal                     | 53.82      |            |
| 8          | 3          | Beauty Otuedo          | Nigeria                     | 1'01"82    |            |
| Fonte:     |            |                        |                             |            |            |

### Semifinali
Le prime quattro atlete proseguono con la Finale A, dove gareggeranno per le medaglie. Le restanti si qualificano per la Finale B per il piazzamento dal 9º al 16º posto.
| Batteria 1 | Batteria 1 | Batteria 1          | Batteria 1                  | Batteria 1 | Batteria 1 |
| Pos.       | Corsia     | Atleta              | Nazione                     | Tempo      | Note       |
| ---------- | ---------- | ------------------- | --------------------------- | ---------- | ---------- |
| 1          | 3          | Yarisleidis Cirilo  | Cuba                        | 45.31      | FA         |
| 2          | 6          | Yuliya Trushkina    | Atleti Individuali Neutrali | 45.32      | FA         |
| 3          | 4          | Sophia Jensen       | Canada                      | 45.66      | FA         |
| 4          | 8          | Lin Wenjun          | Cina                        | 45.70      | FA         |
| 5          | 2          | María Corbera       | Spagna                      | 45.78      | FB         |
| 6          | 5          | Dorota Borowska     | Polonia                     | 46.52      | FB         |
| 7          | 7          | Liudmyla Luzan      | Ucraina                     | 46.67      | FB         |
| 8          | 1          | Ágnes Kiss          | Ungheria                    | 47.01      | FB         |
| Batteria 2 |            |                     |                             |            |            |
| 1          | 5          | Katie Vincent       | Canada                      | 45.01      | FA         |
| 2          | 4          | Nevin Harrison      | Stati Uniti                 | 45.30      | FA         |
| 3          | 6          | Antía Jácome        | Spagna                      | 45.62      | FA         |
| 4          | 8          | Kincső Takács       | Ungheria                    | 46.37      | FA         |
| 5          | 3          | Valdenice Conceição | Brasile                     | 46.46      | FB         |
| 6          | 2          | María Mailliard     | Cile                        | 46.76      | FB         |
| 7          | 1          | Karen Roco          | Cile                        | 47.63      | FB         |
| 8          | 7          | Anastasiia Rybachok | Ucraina                     | 47.76      | FB         |
| Fonte:     |            |                     |                             |            |            |

### Finali

#### Finale A
| Pos.    | Corsia | Atleta             | Nazione                     | Tempo | Note |
| ------- | ------ | ------------------ | --------------------------- | ----- | ---- |
| Oro     | 4      | Katie Vincent      | Canada                      | 44.12 | WB   |
| Argento | 6      | Nevin Harrison     | Stati Uniti                 | 44.13 |      |
| Bronzo  | 5      | Yarisleidis Cirilo | Cuba                        | 44.36 |      |
| 4       | 2      | Antía Jácome       | Spagna                      | 44.78 |      |
| 5       | 3      | Yuliya Trushkina   | Atleti Individuali Neutrali | 44.83 |      |
| 6       | 7      | Sophia Jensen      | Canada                      | 45.08 |      |
| 7       | 1      | Lin Wenjun         | Cina                        | 45.23 |      |
| 8       | 8      | Kincső Takács      | Ungheria                    | 45.68 |      |
| Fonte:  |        |                    |                             |       |      |

#### Finale B
| Pos.   | Corsia | Atleta              | Nazione  | Tempo | Note |
| ------ | ------ | ------------------- | -------- | ----- | ---- |
| 9      | 5      | María Corbera       | Spagna   | 45.45 |      |
| 10     | 3      | Dorota Borowska     | Polonia  | 46.36 |      |
| 11     | 1      | Ágnes Kiss          | Ungheria | 46.54 |      |
| 12     | 6      | María Mailliard     | Cile     | 46.77 |      |
| 13     | 4      | Valdenice Conceição | Brasile  | 46.82 |      |
| 14     | 8      | Anastasiia Rybachok | Ucraina  | 47.71 |      |
| 15     | 2      | Karen Roco          | Cile     | 48.25 |      |
| —      | 7      | Liudmyla Luzan      | Ucraina  | DNS   |      |
| Fonte: |        |                     |          |       |      |